# Mollisia amenticola
Mollisia amenticola är en svampart som först beskrevs av Pier Andrea Saccardo, och fick sitt nu gällande namn av Rehm 1891. Mollisia amenticola ingår i släktet Mollisia,  och familjen Dermateaceae.  Arten är reproducerande i Sverige. Inga underarter finns listade.